# 阿布纳县
阿布納县（西班牙語：Provincia de Abuná），是玻利維亞的县份，位於該國北部，屬於潘多省的一部分，县府設於聖羅薩-德爾阿布納，面積7,468平方公里，2001年人口2,996，人口密度每平方公里0.4人。